# Прокси сървър
Прокси сървър (сървър-посредник) или само прокси е сървър, част от компютърна мрежа, който действа като посредник за исканите от клиенти търсени ресурси/услуги от други сървъри. Клиентът се свързва с прокси сървър, като изисква някои услуги, например: файл, връзка, уеб страница, или други ресурси, достъпни от друг сървър. Прокси сървърът проверява заявката в съответствие със зададени правила за филтриране. Например той може да филтрира трафика от IP адрес или протокол. Ако искането бъде утвърдено, прокси сървърът предоставя заявения ресурс, чрез свързване към съответния сървър (който реално предоставя услугата), и иска услугата от името на клиента. Прокси сървърът може също така да променя заявките на клиента или отговора на сървъра, а понякога той може да обслужи заявката, без да се свърже с друг определен сървър. В този случай говорим за т.нар. „кеширане“ на заявка до отдалечен сървър, и се връща резултат от същата предишна заявка за едно и също съдържание директно от прокси сървъра без да се свързва с друг сървър.
Съществува зловреден софтуер (malware) способен да превърне даден компютър в прокси сървър без знанието на ползвателя, т.нар. „зомби компютър“.

## Употреба
Целите на прокси сървърите може да са:
- Да запази анонимни машините, които ползват услугата (основно с цел сигурност).[1]
- Да ускори достъпа до ресурси (използвайки кеширане). Уеб прокситата са основно използвани за кеширане на уеб страници.[2]
- За реализиране на политики за достъп до мрежи и съдържание, например за блокиране на нежелани сайтове.
- За следене и анализ на потребление, например да генерират данни за ползването на интернет от работниците на някоя организация.
- За заобикаляне на наложени правила за сигурност или родителски контрол.
- За сканиране на предавани данни срещу зловреден софтуер преди тяхното доставяне до потребителя.
- За сканиране на изходящи данни, например за изтичане на защитени данни.
- За заобикаляне на регионални ограничения.

## Видове прокси сървъри
Прокси сървър може да стои на различни места между локалния компютър на потребителя и сървъра-цел в интернет, който генерира резултата. Прокси сървърът може просто да свързва безконтролно два компютъра (тунелиращо прокси), но може да служи и като точка за контрол и защита на една от двете посоки на информационния поток. Според това дали и какво контролират, видовете прокси сървъри са:
- Гейтуей (gateway) е прокси сървър, който предава немодифицирани заявки и отговори (резултати). Нарича се също и тунелиращо прокси (tunneling proxy).
- Препращащ прокси сървър (forward proxy) е обикновено сървър, осигуряващ връзка на частна мрежа към интернет, контролирайки изходящата информация. Има възможност за отказ на заявки.[3]
- Обратно прокси (reverse proxy) е обикновено прокси сървър, осигуряващ връзка на интернет към частна мрежа, контролирайки входящата информация. Предоставя и други услуги като: баланс на натоварването (load-balancing), оторизиране (authentication), декодиране (decryption) или кеширане (caching). Има възможност за отказ на заявки.[3]

## Уеб-прокси
Много страници в интернет осигуряват прокси услуги. Според нивото на анонимност, което осигуряват, се делят на (във възходящ ред):
- Прозрачно (transparent) – сървърът се идентифицира и, благодарение на HTTP хедъра, се разкрива и оригиналния IP адрес. Ползва се за кеширане на уеб сайтовете.
- Анонимно (anonymous) – сървърът разкрива идентичността си като сървър, но не разкрива оригиналния IP адрес. Полезно ако потребителя желае да скрие IP адреса си.
- Изкривяващо (distorting) – сървърът променя потребителския HTTP хедър, за да прикрие оригиналния IP адрес. По този начин може да помогне за защита на личните данни и информацията на потребителя.[4]
- Елитно (elite) – най-високата степен на анонимност, като осигурява най-добрата защита и поверителност в интернет. Не оставя следи от използването на прокси сървър и оригиналният IP адрес е напълно скрит.[5]

Уеб-прокси сървъри в България:
- www.bgproxy.org Архив на оригинала от 2019-03-08 в Wayback Machine.